# 福祿壽

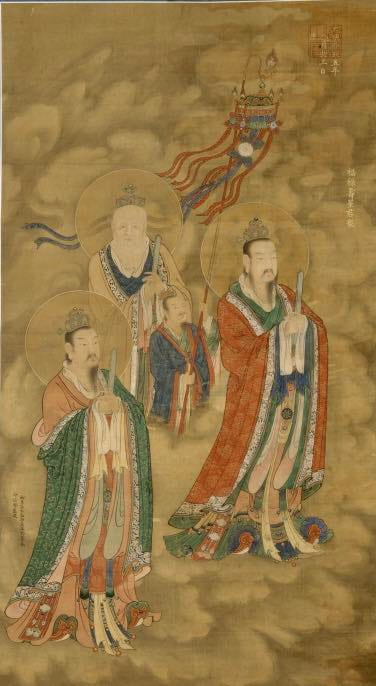
明代福祿壽星君像，法国巴黎吉美國立亞洲藝術博物館藏

福祿壽在道教經典記載中，是福星、祿星、壽星三位星君的合稱。又稱財子壽、福祿壽三星、福祿壽三仙、上清福祿壽三老星君、福祿壽真君、上清福祿壽三星真君，象徵財富、事業、健康。
在傳統的雕刻和繪畫中，福祿壽三星的排列由左至右依序是壽星、福星、祿星。
從造型上分辨：福星頭戴文陽帽，著蟒袍，手持如意；祿星頭戴文巾，著漢服，手抱嬰兒；壽星鬚髮盡白，持柺杖、蟠桃。

## 由來

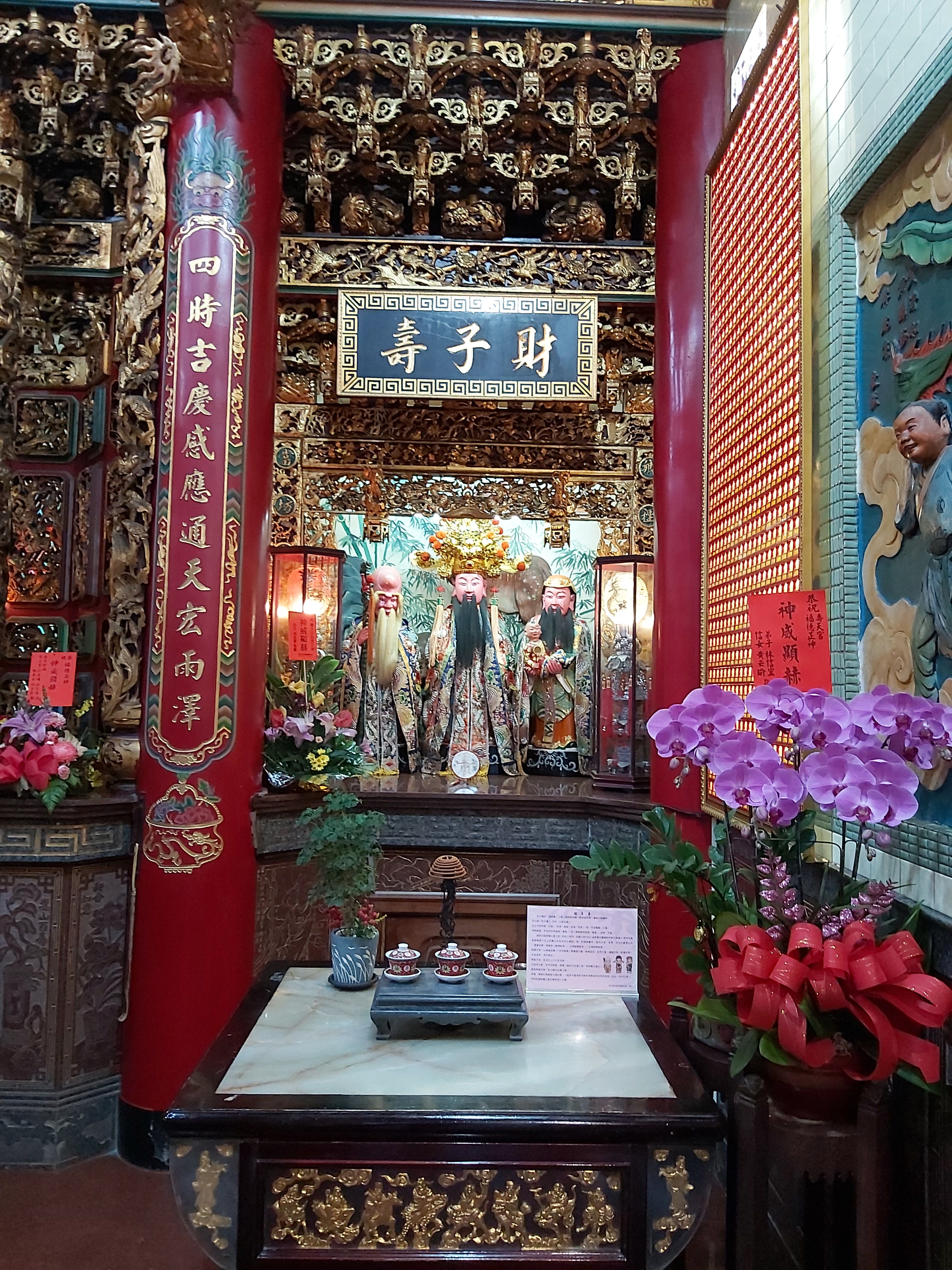
台灣罕見供奉福祿壽星君的廟宇(配祀於岡山壽天宮龍邊)

### 福星
福星是幸運之神，與祿星、壽星二位仙官並稱「福祿壽」，三仙排行為尊，立於三星中央，多手持如意、元寶等物。
關於福星是誰，有幾種說法，如：
- 天官大帝：為道教三官大帝之首，有考察世間眾生之權能，並賜予人間福祿，因此《三官經》稱「天官賜福」，故成為福星代表。[4]
- 木德星君：即道教中的木星之神，木星又名歲星，主管天下五穀豐收之事，因此尊為農業的福星，其反方向即凶星太歲所在。
- 陽公福神：《新唐書》載，唐朝時道州（今屬湖南）頗多侏儒，奉朝廷敕令，每年都要選出本地的侏儒送到宮中，做太監以服侍皇帝。陽城任道州刺史，冒死上書給天子，請求免此苛政，為當地侏儒免除了災禍。[5]後白居易亦將此事寫進其《道州民》詩中，因而天下流傳，將陽城當作救災之神供奉，尊之為福星。[6]

### 祿星
《史記天官書》記載:文昌宮最後一顆星為「司祿」，及是現今所稱之祿星，職司文運官祿。三仙中排行第二，後來又加上能夠送子的職能，故今一般民間塑造的祿星像，均手牽一童子或抱嬰兒於懷。
關於祿星是誰，有幾種說法，如：
- 文昌梓潼帝君：相傳梓潼張育，晉朝時起義抗擊前秦苻堅，因而陣亡，道教稱玉皇上帝命其掌文昌府及人間功名、祿位之事，故又稱「梓潼帝君」、「文昌帝君」。[9][10]
- 張仙：傳說為張遠宵，造型多手持彈弓，為能夠護佑世人後嗣之神。[11]

### 壽星
- 壽星是中國天文中象徵長壽之神，又稱老人星。[12]經常與福星和祿星二位仙官並稱「福祿壽」，在三仙中排行第三。形象大多是額禿頂廣、鬚髮盡白、面容紅潤的老神仙，常持杖、蟠桃等物。

## 文學創作
於西遊記第二十六回中，孫悟空大鬧萬壽山五莊觀，打倒了人參果樹，後孫悟空四處求醫，而遇見了福祿壽三星，書中描述福祿壽三星居於蓬萊仙島之上。

由明末作家馮夢龍所做的《警世通言》一書，第三十九卷《福祿壽三星度世》，記載了鶴（諧音福）、鹿（諧音祿）、龜（長壽含意）三物下凡搗亂，和原為延壽司星官貶謫下凡的主角劉本道發生一連串插曲，後皆受南極仙翁收服歸天的故事。

## 外部連結
- 【CCTV】探索‧發現 《新搜神記-福星》
- 【CCTV】探索‧發現 《新搜神記-祿星》
- 【CCTV】探索‧發現 《新搜神記-寿星》